# Bromwasserstoff
Bromwasserstoff ist ein farbloses Gas, welches an feuchter Luft Nebel bildet, weil sich die Verbindung aus Brom und Wasserstoff gut in Wasser unter Bildung von Bromwasserstoffsäure löst.

## Darstellung und Gewinnung
Die industrielle Herstellung von Bromwasserstoff erfolgt durch die Umsetzung von Brom mit einem Überschuss an Wasserstoff bei 500 °C. Die Prozesstemperatur kann in Gegenwart von Platinkatalysatoren auf 375 °C reduziert werden.
Eine weitere wichtige Bromwasserstoffquelle ist die Bildung der Verbindung als Nebenprodukt bei der Bromierung von Aromaten in einer elektrophilen Substitutionsreaktion. Allerdings fällt Bromwasserstoff dabei mit einer geringeren Reinheit an.
Im Labormaßstab kann Bromwasserstoff bei der Umsetzung von Brom mit Tetralin oder durch die Reaktion von Brom mit Schwefeldioxid und Wasser erhalten werden.
Aus Kaliumbromid wird Bromwasserstoff durch Umsetzung mit etwa 25 %iger Schwefelsäure in einer Verdrängungsreaktion freigesetzt.
 Die Konzentration der Schwefelsäure kann nicht beliebig erhöht werden, da sonst durch deren steigender Oxidationskraft auch Brom entstehen kann. Die Nutzung einer wässrigen Lösung hat andererseits den Nachteil, dass sich ein Teil des Bromwasserstoffs in der wässrigen Umgebung löst und nicht einfach als aufsteigendes Gas abgetrennt werden kann. Um dieses Problem zu vermeiden, kann man statt der Schwefelsäure auch konzentrierte Phosphorsäure nutzen, bei der eine solche Oxidation nicht auftritt.

## Reaktionen
Wird Bromwasserstoff in Wasser gelöst, dissoziiert das Bromwasserstoff-Molekül, es bilden sich Oxonium- und Bromidionen. Daher sinkt der pH-Wert, die Lösung reagiert als starke Säure.
Metalle können beim Kontakt mit Bromwasserstoff in Gegenwart von Feuchtigkeit Wasserstoff entwickeln und es können sich mit Luft explosive Gemische bilden.

## Verwendung
Bromwasserstoff findet Verwendung bei
- der Produktion anorganischer Bromide durch die Umsetzung wässriger Lösungen oder Suspensionen der entsprechenden Metallhydroxide, -oxide oder -carbonate.
- der Herstellung von Organobromverbindungen durch Reaktion mit Alkylalkoholen oder Alkenen.
- der Reaktion von Alkinen unter Bildung von Bromalkenen.
- der Ringöffnung von Epoxiden und Lactonen.
- Oxidationen als Katalysator.
- bei Alkylierungen und Kondensationsreaktionen in der organischen Chemie.[8]

## Sicherheitshinweise
Durch Säurebildung in Wasser wirkt Bromwasserstoffgas reizend auf Augen und Atemwege und in hoher Konzentration auch giftig. (Gas-)Vergiftungen sind jedoch selten, weil es meist als wässrige Lösung (s. o.) verwendet wird und nach eventuellem Ausgasen rasch Nebel bildet. Bei vollständiger Verbrennung bromhaltiger organischer Stoffe kann neben Bromwasserstoff auch elementares Brom entstehen, das wesentlich giftiger ist.